# Nậm Pì
Nậm Pì là một xã thuộc huyện Nậm Nhùn, tỉnh Lai Châu, Việt Nam.

## Địa lý
Địa giới hành chính xã Nậm Pì:
- Phía đông giáp huyện Sìn Hồ
- Phía tây giáp các xã Pú Đao và Nậm Hàng
- Phía nam giáp các xã Pú Đao và Lê Lợi
- Phía bắc giáp xã Nậm Ban.

Xã Nậm Pì có diện tích 73,47 km², dân số năm 2012 là 1.996 người, mật độ dân số đạt 27 người/km².

## Lịch sử
Xã Nậm Pì được thành lập vào ngày 2 tháng 11 năm 2012 trên cơ sở điều chỉnh 7.347,29 ha diện tích tự nhiên, 1.996 người của xã Chăn Nưa và được chuyển từ huyện Sìn Hồ về huyện Nậm Nhùn mới thành lập.